# 1ABBA1 3600
Les 1ABBA1 3600 sont une série de dix anciennes locomotives électriques livrées au PLM en 1929 sous l'immatriculation 161 BE 1 à 10 et circulant sur la ligne de la Maurienne. Elles sont intégrées aux inventaires SNCF à sa création.
Ces locomotives, principalement affectées au trafic des marchandises, présentent une architecture originale : leur caisse repose sur quatre trucks dont les deux extrêmes possèdent une roue porteuse et une roue motrice tandis que les deux médians sont équipés de deux roues motrices. Robustes et fiables, elles sont parfois sollicitées pour intervenir en renfort dans la traction de trains de voyageurs. Les derniers exemplaires de la série sont radiés en 1973.
La 1ABBA1 3603 est préservée. Restaurée dans son état d'origine et sous son immatriculation au PLM (161 BE 3), elle est exposée à la Cité du train à Mulhouse.

## Genèse de la série
En 1920, la Compagnie des chemins de fer de Paris à Lyon et à la Méditerranée envisage l'électrification de la ligne de la Côte d'Azur en courant continu à la tension de 1,5 kV. La compagnie décide l'année suivante de réaliser au préalable un essai sur la ligne de Culoz à Modane (ligne de la Maurienne). Sa longueur raisonnable, son trafic moyen, la proximité de sources d'énergie hydroélectrique et ses fortes rampes constituent un champ d'expérimentation idéal pour la définition du matériel de traction.
Le PLM commande pour cela quatre prototypes et une courte série de locomotives de vitesse pour les trains rapides de voyageurs. Pour la traction des trains de marchandises en priorité et des rames de voyageurs omnibus en appui, le PLM commande auprès de trois constructeurs trois modèles différents de locomotives, à raison d'un exemplaire de pré-série et de neuf exemplaires de série pour chacun d'entre eux. Les séries de locomotives marchandises présentent une disposition d'essieux identique : six essieux moteurs encadrés par deux bissels porteurs. Cette configuration est imposée par le PLM en raison de l'usage auquel les locomotives sont destinées (fortes charges dans des rampes prononcées demandant une forte adhérence, vitesse modérée ne nécessitant pas de bogies directeurs). La série PLM 161 BE 1 à 10 est l'une de celles destinées au trafic marchandises, et son premier exemplaire est livré dès septembre 1925.
Toutes les locomotives commandées pour assurer la traction électrique de la ligne de la Maurienne reçoivent le surnom de « Dinosaures du PLM ».

## Description
Contrairement aux autres locomotives marchandises de la Maurienne, les 161 BE adoptent une configuration particulière. Elles sont composées de deux demi-locomotives attelés en permanence. Chaque demi-locomotive repose sur deux trucks reliés l'un à l'autre ; l'un possède un essieu porteur vers l'extrémité de la machine et un essieu moteur vers l'intérieur, et l'autre comprend deux essieux moteurs. Attelages et tampons sont solidaires des trucks extrêmes. La locomotive est une 1A'B+BA1'. 

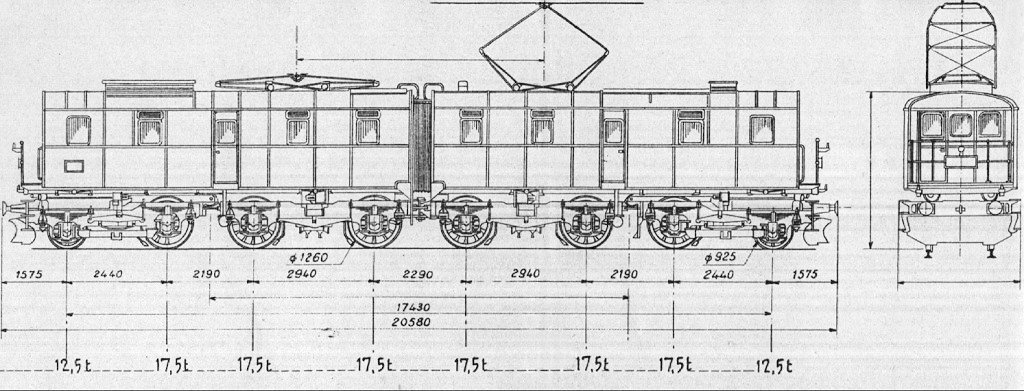
Diagramme d'une 161 BE / 1ABBA1 3600.

Comme pour les 1CC1 3700, l'accès aux cabines de conduite se fait par une porte unique percée dans chaque face frontale et donnant sur une plateforme aménagée à chaque extrémité de la locomotive, une intercirculation avec un soufflet assurant la communication entre les deux demi-engins qui sont traversés par un couloir central. Les locomotives sont construites par la Société d'études pour l'électrification des chemins de fer pour la partie mécanique et Thomson-Houston pour la partie électrique.
L'alimentation en courant électrique se fait par la caténaire par l'intermédiaire de deux pantographes en toiture (un sur chaque demi-locomotive, près de l'articulation) ou par un troisième rail latéral, spécificité de la ligne, grâce à des frotteurs installés aux quatre angles de la locomotive, au niveau des essieux porteurs. Les six moteurs Alsthom TH-562, un par essieu, fonctionnant à la tension maximale de 750 V, peuvent être alimentés en série, en série-parallèle (deux parallèles de trois moteurs en série) ou en parallèle-série (trois parallèles de deux moteurs en série).
Outre le frein pneumatique à sabot, les locomotives sont équipées du freinage par récupération, jugé indispensable sur les lignes à forte déclivité.
Les locomotives ont une masse totale en service de 128,210 t pour une masse adhérente (masse supportée par les essieux moteurs) de 103,890 t. Elles mesurent 20,580 m de long hors tampons. Leur puissance continue s'élève à 1 431 kW et leur puissance unihoraire (puissance maximum pouvant être délivrée sans inconvénient pendant une courte période) à 1 802 kW. Leur vitesse maximale est fixée à 80 km/h, comme celle des autres locomotives marchandises.

## Carrière
Mises en service en 1929 et affectées au dépôt de Chambéry, elles donnent d'emblée satisfaction dans la traction des trains de marchandises malgré une suspension très dure rendant leur conduite inconfortable. Elles présentent en outre l'avantages d'être très peu exposées aux entrées de neige dans la caisse (sources d'avaries électriques) en raison du faible nombre de leurs orifices de ventilation. Avec une locomotive en tête du train et une autre en queue, elles prennent en charge entre Saint-Jean-de-Maurienne et Modane (sens de la montée) des convois de 500 t là où les déclivités sont les plus importantes.  Elles assurent aussi des renforts de traction pour certains trains de voyageurs.
La 1ABBA1 3601 est radiée le 3 juillet 1969 mais la majeure partie des engins cessent tout service en 1972 et 1973, évincés par l'arrivée des CC 6500 « Maurienne », ultime série spécifiquement étudiée pour cette ligne et son mode particulier d'alimentation électrique, même si le retard dans la livraison de ces locomotives a accordé un « sursis » aux 1ABBA1 3600. La 1ABBA1 3602 circule jusqu'au 8 janvier 1973.

## Machine préservée

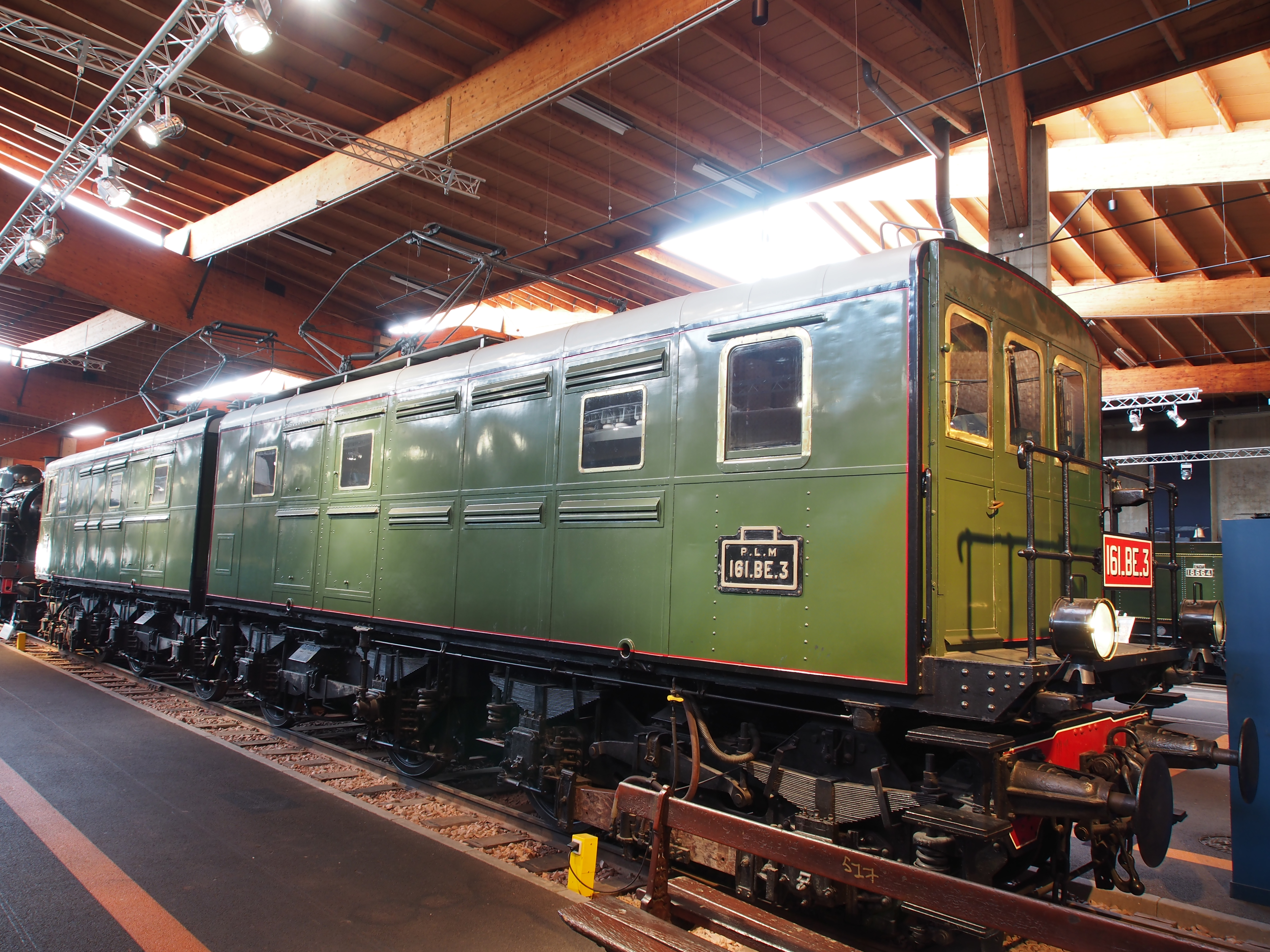
La 161 BE 3 à Mulhouse.

La 1ABBA1 3603, sous son aspect et son immatriculation PLM 161 BE 3, est restaurée au dépôt de Chambéry et exposée à la Cité du train à Mulhouse. Les autres exemplaires sont déconstruits sur le chantier de démolition de Culoz.

## Modélisme
Les 1ABBA1 3600 ont fait l'objet d'une reproduction à l'échelle HO par l'artisan Locoset Loisir (Artmetal-LSL) sous forme de kit en laiton à monter.